# NGC 7055
NGC 7055 é um aglomerado aberto na direção da constelação de Cepheus. O objeto foi descoberto pelo astrônomo John Herschel em 1829, usando um telescópio refletor com abertura de 18,6 polegadas. 